# Kanton Nantes-4
Kanton Nantes-4 (fr. Canton de Nantes-4) je francouzský kanton v departementu Loire-Atlantique v regionu Pays de la Loire. Tvoří ho pouze část města Nantes.